# Val-d’Izé
Val-d’Izé (bretonisch: Nant-Izeg; Gallo: Izæ) ist eine französische Gemeinde mit 2.601 Einwohnern (Stand: 1. Januar 2022) im Département Ille-et-Vilaine in der Region Bretagne; sie gehört zum Arrondissement Fougères-Vitré und zum Kanton Vitré. Die Einwohner werden Izéens genannt.

## Geographie
Die Gemeinde Val-d’Izé liegt zehn Kilometer nordwestlich von Vitré. Im Norden reicht das Gemeindegebiet bis zum Fluss Veuvre. An er südöstlichen Gemeindegrenze verläuft der Palet, der zur Cantache entwässert. Umgeben wird Val-d’Izé von den Nachbargemeinden Livré-sur-Changeon im Nordwesten und Norden, Mecé im Norden, Saint-Christophe-des-Bois im Nordosten, Taillis im Osten, Landavran im Südosten, Champeaux im Süden, Marpiré im Süden und Südwesten, La Bouëxière im Südwesten und Westen sowie Dourdain im Westen.

## Bevölkerungsentwicklung
| Jahr      | 1962 | 1968 | 1975 | 1982 | 1990 | 1999 | 2010 | 2020 |
| Einwohner | 1653 | 1631 | 1575 | 1740 | 1811 | 2082 | 2493 | 2576 |

## Sehenswürdigkeiten
- Kirche Saint-Étienne, 1889 bis 1896 erbaut
- Kapelle Notre-Dame-de-Bon-Secours von 1884, Monument historique
- Kapelle Sainte-Anne vom 1790
- Kapelle Notre-Dame de l’Immaculée-Conception, um 1872 erbaut
- Alte Kapelle Saint-Martin, 1122 bereits erwähnt, heutiger Bau aus dem 19. Jahrhundert ist in ein Wohnhaus umgebaut
- Rathaus Val-d’Izé, frühere Kirche Saint-Étienne aus dem 15. Jahrhundert mit Umbauten, Glockenturm von 1534, 1904 in Rathaus umgewandelt
- Schloss Le Bois-Cornillé aus dem 15. Jahrhundert mit Anbauten aus dem 18. Jahrhundert, mit Park aus dem 19. Jahrhundert
- Schloss La Haie-d’Izé
- Herrenhaus Bourgneuf aus dem 17. Jahrhundert, Neubau von 1735, Kapelle Saint-Laurent aus dem Jahre 1656
- Altes Herrenhaus Motte-Rauxel aus dem 15. Jahrhundert mit Kapelle Saint-Gervais
- Herrenhaus Nogrie aus dem 17. Jahrhundert
- zahlreiche weitere Herrenhäuser
- Windmühle von Petite Barbotais
- Altes Pfarrhaus von Coutançais
- Rathaus (mairie), Monument historique

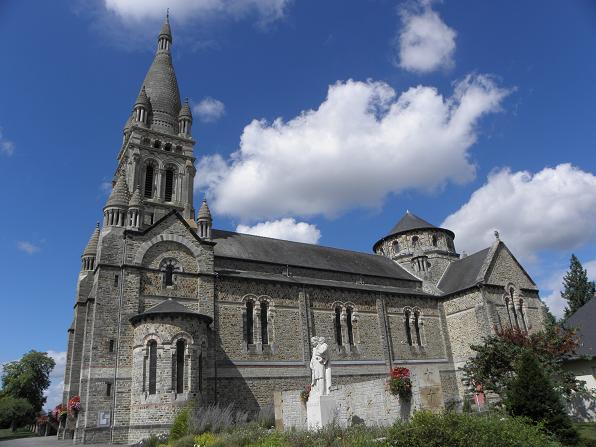
Kirche Saint-Étienne
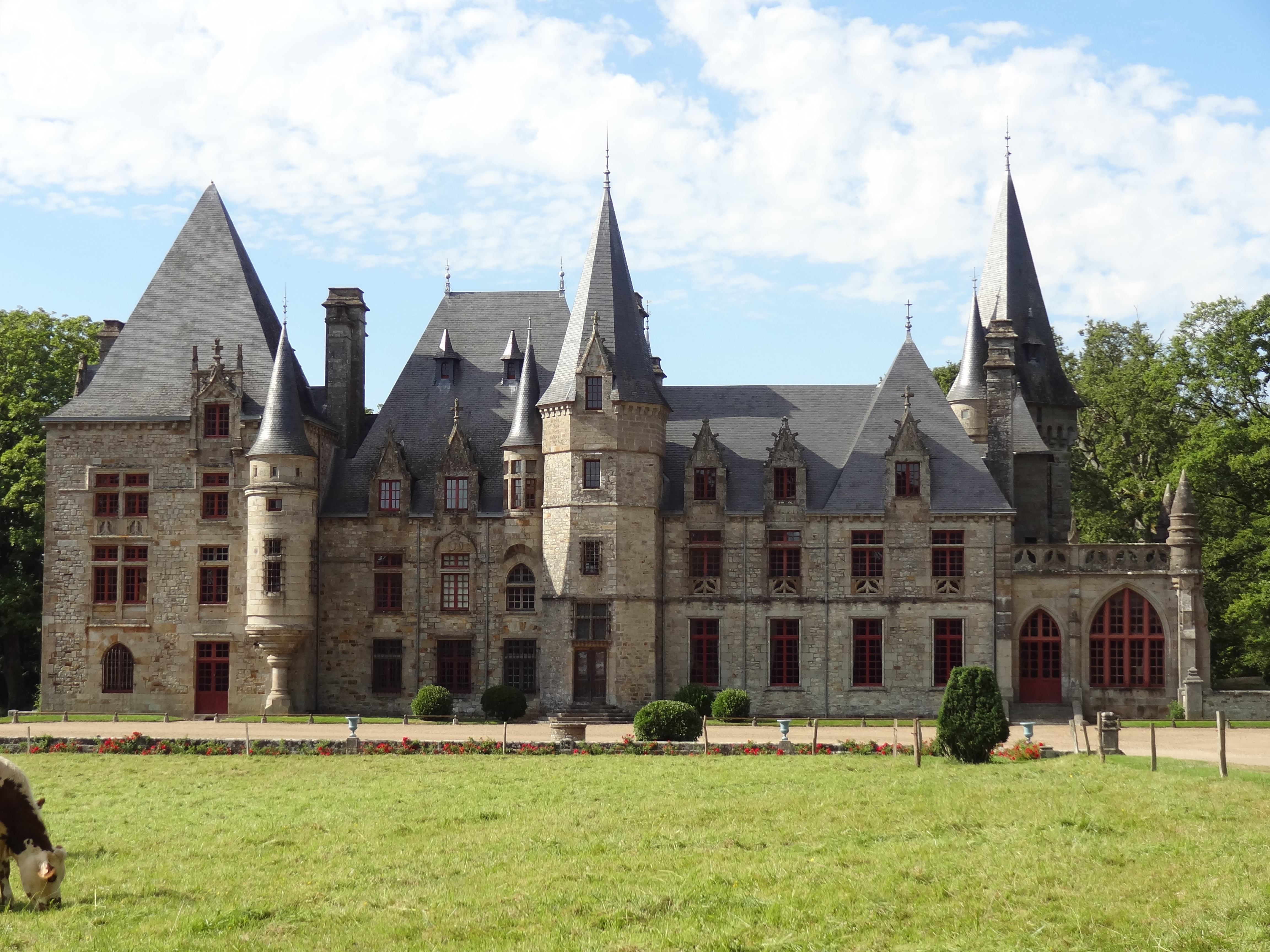
Schloss Bois-Cornillé
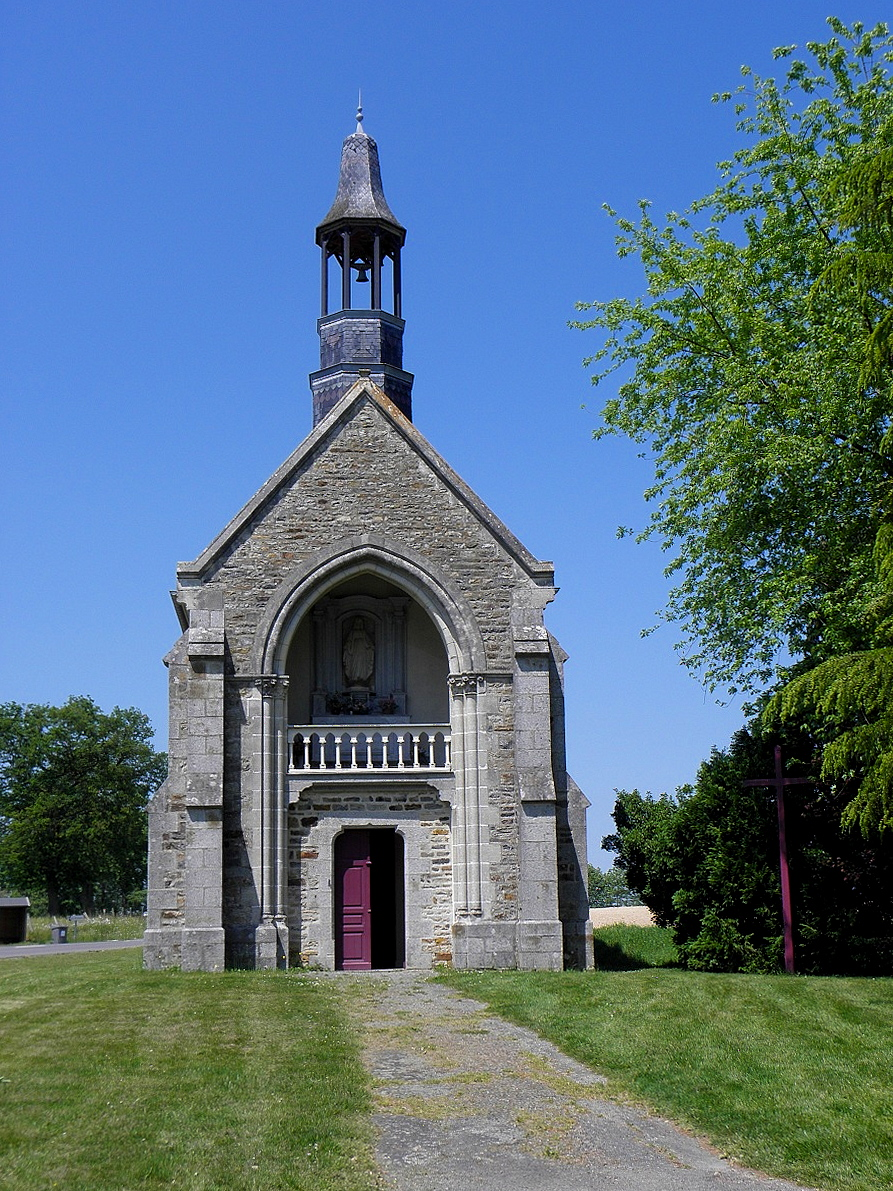
Kapelle Notre-Dame-de-Bon-Secours